# 林梓 (嘉靖壬戌進士)
林梓（？—？），字汝材，浙江杭州府錢塘縣人，民籍，明朝政治人物。

## 生平
嘉靖三十四年（1555年）乙卯科浙江鄉試第三十六名舉人，四十一年（1562年）中式壬戌科會試第二百十三名，三甲第七十二名進士。歷官刑部員外郎，隆慶五年（1571年）任福建延平府知府。遷雲南按察司副使。整飭金騰等處，進階贊治尹。

## 家族
曾祖林秀，壽官；祖父林巒；父林奇，贈刑部員外郎。母張氏。永感下。子林逢春。